# آندرانیک میهرابیان
آندرانیک هامبارتسومی میهرابیان (ارمنی: Անդրանիկ Համբարձումի Մեհրաբյան؛  زادهٔ ۲۵ ژوئن ۱۹۰۴ - درگذشته ۱۸ فوریهٔ ۱۹۸۶) روان‌پزشک اهل ارمنستان بود.

## زندگی‌نامه
وی در  ۸ ژوئیه [سبک قدیمی: ۲۵ ژوئن] ۱۹۰۴ در شاهومیانی به دنیا آمد و از دانشگاه دولتی روسیه فارغ‌التحصیل گشت. همچنین برندهٔ جوایزی همچون نشان پرچم سرخ کار و دانشمند شایسته ارمنستان شوروی () شده‌است. وی در ۱۸ فوریهٔ ۱۹۸۶ در سن ۸۱ سالگی درگذشت.

## یادداشت
1. ↑  բժշկական գիտությունների դոկտոր